# Bilder (musikalbum)
Bilder är den svenska vissångerskan Turids andra studioalbum, utgivet på Silence Records (SRS 4616) 1973. Albumet gavs ursprungligen ut på LP och har endast återutgivits på CD i Japan 2019. Skivan rankades av Sonic Magazine i juni 2013 som det 98:e bästa svenska albumet någonsin.

## Låtlista
Samtliga låtar skrivna av Turid Lundqvist, om annat inte anges.
Sida A
1. "Välkomme-hus" – 2:42
2. "Bilder" – 1:46
3. "Jag vet en prins" – 3:46 ("I Had a King", Joni Mitchell, svensk text: Turid Lundqvist)
4. "Tintomara" – 2:35 (text: Carl Jonas Love Almqvist/Turid Lundqvist)
5. "Låt mig se dig" – 8:16

Sida B
1. "Den gamla vanliga historien" – 2:45
2. "Och sommaren kom" – 1:38
3. "Tom i bollen" – 4:00
4. "Längtansvisa" – 1:03
5. "Ödegårdar" – 6:40
6. "Vargen" – 4:05 (Thomas Wiehe)

## Medverkande
- Gunnar Andersson – trummor
- Gunnar Bergsten – flöjt
- Mats Glenngård – fiol, mandolin
- Owe Gustavsson – bas
- Kenny Håkansson – gitarr
- Turid Lundqvist – akustisk gitarr och sång
- Thomas Netzler – bas

### Fotnoter
1. 1 2  ”Turid Lundqvist”. Svensk mediedatabas. http://smdb.kb.se/catalog/search?q=turid+lundqvist&sort=OLDEST. Läst 26 januari 2013.
2. ↑  ”Turid – Bilder” (på engelska). Discogs. https://www.discogs.com/release/14515558-Turid-Bilder. Läst 2 april 2024.
3. ↑  Sonic #69, sommaren 2013